# Marquesado de Peñalba
El marquesado de Peñalba es un título nobiliario español creado por el rey Carlos II de España, el 22 de agosto de 1684, con el vizcondado previo de Macintos, a favor de Miguel Fernández de Córdoba y de Alagón, Zúñiga y Quesada, señor consorte de Peñalba, señor consorte de Macintos, caballero de la Orden de Calatrava.
El actual titular, desde 1981, es Luis Beltrán Escrivá de Romaní y Mora, XI marqués de Peñalba.

## Marqueses de Peñalba
|                        | Titular                                                               | Periodo                |
| Creación por Carlos II | Creación por Carlos II                                                | Creación por Carlos II |
| ---------------------- | --------------------------------------------------------------------- | ---------------------- |
| I                      | Miguel Fernández de Córdoba y de Alagón, Zúñiga y Quesada             | 1684-1684              |
| II                     | Cristóbal Fernández de Córdoba y Alagón                               | 1684-1748              |
| III                    | Francisco Cristóbal Fernández de Córdoba y de Alagón                  | 1748-1763              |
| IV                     | Vicente Ferrer Fernández de Córdoba y Glimes de Brabante              | 1763-1778              |
| V                      | Francisco de Paula Teodoro Fernández de Córdoba Alagón y la Cerda     | 1778-1814              |
| VI                     | Joaquín María Fernández de Córdoba y Vera de Aragón                   | 1814-1857              |
| VII                    | María de la Soledad Antonia Fernández de Córdoba y Bernaldo de Quirós | 1857-1905              |
| VIII                   | María del Pilar Escrivá de Romaní y Sentmenat                         | 1907-1922              |
| IX                     | Luis Beltrán Escrivá de Romaní y Sentmenat                            | 1922-1977              |
| X                      | Ildefonso Escrivá de Romaní y Patiño                                  | 1979-1981              |
| XI                     | Luis Beltrán Escrivá de Romaní y Mora                                 | 1981-actual titular    |

## Historia de los marqueses de Peñalba
- Miguel Fernández de Córdoba y de Alagón, Zúñiga y Quesada (1634-1684), señor consorte de Peñalba, señor consorte de Macintos, I vizconde de Macintos y luego I marqués de Peñalba, caballero de la Orden de Calatrava.

1. Casó en la iglesia de los Santos Justo y Pastor de Madrid el 11 de noviembre de 1671[2] con Constanza de Bazán y Pérez de Barradas, señora de Peñalba, señora de Macintos. Era hija de Gaspar de Bazán y Herrera, señor de Peñalba, señor de Macintos, caballero de la Orden de Santiago, y de Leonor Pérez de Barradas y Aguado (hermana de Antonio Pérez de Barradas y Aguado, I marqués de Cortes de Graena).

Le sucedió su hijo primogénito:
- Cristóbal Fernández de Córdoba y Alagón, Bazán y Aragón (1672 - 1748), II marqués de Peñalba, V V marqués de Calanda grande de España, X conde de Sástago, virrey de Sicilia. Fue partidario del Archiduque pretendiente Carlos de Austria, quien le creó grande de España en 1711 y, siendo ya Emperador Romano y Rey de Sicilia, le nombró virrey en 1728. La Grandeza le fue reconocida desde 1726 por Felipe V.

1. Casó con María Francisca de Moncayo Palafox y Cardona (1680-1758), hija de Diego de Moncayo Fernández de Heredia Altarriba y Arbolea, III marqués de Coscojuela de Fantova y de Violante de Palafox y Folch de Cardona (hija del III conde de Ariza y nieta materna del IV marqués de Guadalest).

Le sucedió su hijo:
- Francisco-Cristóbal Fernández de Córdoba y de Alagón, Moncayo y Aragón (1701-1763), III marqués de Peñalba, VI marqués de Calanda (convertido en 1761 en el Marquesado de Aguilar de Ebro, siendo él mismo el I marqués), XI conde de Sástago.

1. Casó con María Felipa de Glimes de Brabante (1724-1797), condesa de Glimes y condesa del Sacro Romano Imperio. Era hija de Ignacio Francisco de Glimes de Brabante, conde de Glimes, barón de Samur, y de María Francisca Josefa Danneux de Wargnies (hija a su vez de Jean Philippe Danneux, marqués de Wargnies, príncipe de Barbançon, conde de Buath, etc.).

Le sucedió su hijo:
- Vicente-Ferrer Fernández de Córdoba y Glimes de Brabante (1741-1814), IV marqués de Peñalba, II marqués de Aguilar de Ebro, XII conde de Sástago.

1. Casó con Vicenta Manuela de la Cerda y Cernesio, nieta del IV marqués de la Laguna de Camero Viejo, XII conde de Paredes de Nava, y de la IV condesa de Parcent.

Le sucedió, en 1778, su hijo:
- Francisco de Paula Teodoro Fernández de Córdoba y la Cerda (1778-1814), V marqués de Peñalba, III marqués de Aguilar de Ebro, XIII conde de Sástago, V conde de Glimes, conde del Sacro Romano Imperio, gran camarlengo del Reino de Aragón.

1. Casó con María Francisca de Asís Vera de Aragón Entenza y Manuel de Villena, XII marquesa de Espinardo, II marquesa del Campillo, dama de la Real Orden de las Damas Nobles de la Reina María Luisa. Esta señora casó en segundas nupcias con Ricardo Wall y Manrique de Lara, y era hija de Joaquín Alonso Vera de Aragón Entenza y Saurín, XI marqués de Espinardo, y de María Teresa Manuel de Villena y Mendoza, hija del marqués del Real Tesoro.

Fueron padres de:
1. Joaquín María Fernández de Córdoba Alagón y Vera de Aragón, que sigue, y de
2. Vicente Fernández de Córdoba y Vera de Aragón, natural y maestrante de Zaragoza, que fue bautizado en San Gil el 9 de enero de 1807 y murió en París el 3 de agosto de 1870. Casó con María del Rosario Wall Alfonso de Sousa y Portugal, sobrina carnal de su padrastro, hija del Mariscal de Campo Santiago Ricardo Wall y Manrique de Lara, conde de Armíldez de Toledo, virrey de Navarra, caballero de la Orden de Santiago, y de Luisa Alfonso de Sousa Portugal y Guzmán, de los marqueses de Guadalcázar. Sin descendencia.

Le sucedió, en 1814, su hijo primogénito:
- Joaquín María Fernández de Córdoba y Vera (1799-1857), VI marqués de Peñalba, IV marqués de Aguilar de Ebro, XIV conde de Sástago, VI conde de Glimes, conde del Sacro Romano Imperio, XIII marqués de Espinardo, maestrante de Zaragoza, gran cruz de la Real y Distinguida Orden Española de Carlos III, gentilhombre de cámara con ejercicio de Su Majestad, diputado a Cortes, senador vitalicio y prócer del Reino, presidente del Canal de Isabel II.

1. Casó en primeras nupcias con Francisca de Paula Magallón y Rodríguez de los Ríos (Madrid, 1797-Burdeos, 1824), VII marquesa de Castelfuerte grande de España de primera clase. Hija única de José María Magallón y Armendáriz, a quien premurió, VI marqués de Castelfuerte grande de España de primera clase, III marqués de San Adrián, señor de Monteagudo; y de María de la Soledad Rodríguez de los Ríos Jauche y Lasso de la Vega, su mujer (en segundas nupcias de ella), V marquesa de Santiago, V marquesa de Monreal, V marquesa de la Cimada y VI condesa de Zueveghen.
2. Casó en segundas nupcias con María de la Soledad Bernaldo de Quirós y Colón, dama de la Real Orden de las Damas Nobles de la Reina María Luisa, que era sobrina carnal de la anterior: hija de su hermano uterino Antonio Bernaldo de Quirós y Rodríguez de los Ríos, VI marqués de Monreal, VI marqués de Santiago, VI marqués de la Cimada, VII conde de Zueveghen, caballero de la Orden de Montesa y maestrante de Valencia, prócer del Reino, y de Hipólita Colón de Toledo Larreátegui y Baquedano, su mujer, hija del XII duque de Veragua grande de España.

De la primera tuvo por hijo a Francisco de Paula Fernández Córdoba y Magallón, V marqués de Aguilar de Ebro, fallecido a los cuatro meses de edad: nacido en Madrid el 15 de agosto de 1823, bautizado el mismo día en la parroquial de San Sebastián y fallecido en Burdeos (Nuestra Señora) el 22 de diciembre siguiente.
Del segundo matrimonio nacieron: 
1. Joaquín Fernández de Córdoba y Bernaldo de Quirós, natural de Madrid, bautizado en San José el 18 de abril de 1831 y finado en la misma villa y parroquia el 18 de diciembre de 1832.
2. María de la Soledad Antonia Fernández de Córdoba Alagón y Bernaldo de Quirós, que sigue, y de
3. María Francisca de Borja Fernández de Córdoba y Bernaldo de Quirós, dama de María Luisa, nacida en Madrid y bautizada en San José el 8 de junio de 1836, fallecida el 6 de diciembre de 1906. Casó en su parroquia natal el 20 de enero de 1862 con Mariano Cabeza de Vaca y Morales, V marqués de Portago, grande de España, IX conde de Catres, natural de Baena, bautizado en San Bartolomé el 27 de febrero de 1821 y finado en Madrid el 4 de octubre de 1887, hijo de Vicente Cabeza de Vaca y Gómez de Terán, conde de Catres y marqués de Portago, natural de Valladolid, y de Catalina de Morales y Cardera, que lo era de Baena. Con sucesión.
4. Hipólita Fernández de Córdoba y Bernaldo de Quirós, natural de Madrid, bautizada en San José el 18 de febrero de 1838 y fallecida el 22 de septiembre de 1924. Casó en su parroquia natal el 31 de mayo de 1860 con Luis Beltrán Escrivá de Romaní y de Dusay, I marqués de Argelita, diputado a Cortes, nacido en Valencia el 25 de agosto de 1830 y fallecido en Madrid el 3 de noviembre de 1899, hermano del marido de la mayor. Con posteridad.

Le sucedió, de su segundo matrimonio, su hija:
- María de la Soledad Antonia Fernández de Córdoba y Bernaldo de Quirós (1833-1905), XIV marquesa de Espinardo, marquesa de Campillo de Murcia, VII marquesa de Peñalba, VI marquesa de Aguilar de Ebro, XV condesa de Sástago, condesa de Glimes, camarera mayor de palacio, dama de las Reinas Isabel II, María de las Mercedes y María Cristina, dama de la Real Orden de las Damas Nobles de la Reina María Luisa, de la Real Maestranza de Caballería de Valencia y de la Orden de la Cruz Estrellada de Austria. Nació en Madrid el 26 de septiembre de 1833, fue bautizada el 27 en la parroquia de San José y murió en la de San Martín el 8 de abril de 1905, habiendo testado el 16 de julio de 1898 ante Manuel de Bofarull.

1. Casó en su parroquia natal el 20 de julio de 1857 con José María Escrivá de Romaní y de Dusay, III marqués de Monistrol de Noya y de San Dionís, XIV barón de Beniparrell y de Prullens, maestrante de Valencia, Gran Cruz y Collar de Carlos III, Gentilhombre de Cámara de S.M., Senador vitalicio del Reino, nacido el 26 de junio de 1825 en Barcelona, donde falleció el 6 de marzo de 1890, hijo de Joaquín Escrivá de Romaní y Taverner, XII barón de Beniparrell, natural y maestrante de Valencia, y de María Francisca de Dusay y de Fivaller, marquesa de Monistrol de Noya y de San Dionís, nacida en Barcelona.

Le sucedió, en 1907, su nieta —hija de su hijo Joaquín Escrivá de Romaní y Fernández de Córdoba (1858-1897):
- María del Pilar Escrivá de Romaní y Sentmenat), VIII marquesa de Peñalba, que nació en Madrid (San Martín) el 16 de enero de 1891 y murió niña.

Le sucedió, en 1922, su hermano:
- Luis-Beltrán Escrivá de Romaní y Sentmenat (1888-1977), IX marqués de Peñalba, VIII marqués de Aguilar de Ebro, V marqués de Monistrol de Noya, XVI conde de Sástago, dos veces grande de España, VIII conde de Glimes, XVI barón de Beniparrell, maestrante de Valencia, gentilhombre grande de España con ejercicio y servidumbre del Rey Alfonso XIII.

1. Casó en Madrid (San Sebastián) el 10 de enero de 1913 con Josefa Patiño y Fernández-Durán, su prima segunda, Dama de la Reina Victoria Eugenia y de la Maestranza de Valencia, que nació en Madrid (San Sebastián) el 30 de noviembre de 1889 y finó en la misma el 23 de noviembre de 1975, hija de Luis María de los Ángeles Patiño y Mesa, VIII marqués del Castelar y VI de la Sierra, grande de España, XII conde de Guaro, y de María de la Concepción Fernández-Durán y Caballero, de los marqueses de Perales del Río, naturales de Madrid.

Le sucedió, en 1979, su hijo:
- Ildefonso Escrivá de Romaní y Patiño (1918-1983), X marqués de Peñalba, IX marqués de Aguilar de Ebro, VI marqués de Monistrol de Noya, XVII conde de Sástago grande de España, XVII barón de Beniparrell, caballero de la Soberana Orden Militar y Hospitalaria de San Juan de Jerusalén, de Rodas y de Malta, de la Real Maestranza de Caballería de Valencia, de la Real Hermandad del Santo Cáliz de Valencia y del Real Cuerpo de la Nobleza de Cataluña, Comandante de Caballería retirado, nacido en El Espinar (Segovia) el 15 de septiembre de 1918 y finado en Madrid el 11 de agosto de 1981.

1. Casó en Madrid el 10 de noviembre de 1944 con María de las Nieves de Mora y Aragón, nacida en Guetaria (Guipúzcoa) el 28 de agosto de 1917 y fallecida en Madrid el 10 de diciembre de 1985. Esta señora era hermana de Fabiola de Mora y Aragón, reina de los belgas por su matrimonio con el rey Balduino I; hijas ambas de Gonzalo de Mora y Fernández del Olmo, IV marqués de Casa Riera, conde de Mora, y de Blanca de Aragón y Carrillo de Albornoz, de los marqueses de Casa Torres.

Fueron padres de:
1. Alfonso Escrivá de Romaní y Mora (Madrid, 6 de julio de 1945 1983), X marqués de Aguilar de Ebro, VII marqués de Monistrol de Noya, XVIII conde de Sástago grande de España, XVIII barón de Beniparrell. Casó en primeras nupcias, en Zarauz el 10 de septiembre de 1970, con Isabel de Miguel Anasagasti Alonso López-Sallaberry (Zarauz, 15 de septiembre de 1947-Madrid, 30 de diciembre de 1982), hija de Luis María de Miguel y Alonso, natural de Valladolid, y de María Luisa Anasagasti y López-Salaberry, nacida en Madrid. De cuyo matrimonio nacieron: 1) Alfonso Escrivá de Romaní y de Miguel, nacido en Madrid el 25 de enero de 1972), XI marqués de Aguilar de Ebro, que casó con Margarita Escrig de Texeiro. 2) Isabela Escrivá de Romaní y de Miguel, nacida en Madrid el 31 de diciembre de 1973. Y 3) Sofía Escrivá de Romaní y de Miguel, nacida en Barcelona el 12 de junio de 1979.
2. Luis Beltrán Escrivá de Romaní y Mora, que sigue,
3. María del Perpetuo Socorro Escrivá de Romaní y Mora, nacida el 5 de julio de 1948 en Madrid, donde casó el 31 de mayo de 1974 con Javier de Silva y Mendaro, conde de Sinarcas, maestrante de Sevilla, donde nació el 16 de mayo de 1946, hijo de Luis de Silva y Azlor de Aragón, duque de Miranda, grande de España, conde de Sinarcas y vizconde de Villanova, maestrante de Sevilla, natural de Madrid, y de María Fernanda Mendaro y Diosdado, marquesa de Angulo y de Casa Mendaro, que lo era de Sevilla. Con posteridad.
4. María del Pilar Escrivá de Romaní y Mora, nacida en San Sebastián el 2 de octubre de 1949 y que permanece soltera.
5. Blanca Escrivá de Romaní y Mora, nacida el 6 de enero de 1951 en Madrid, donde casó el 31 de mayo de 1976 con Diego Chico de Guzmán y Girón, VI marqués de Ahumada, maestrante de Ronda, nacido en Madrid el 22 de abril de 1947, hijo de Diego Chico de Guzmán y Mencos, V conde de la Real Piedad, maestrante de Granada, y de Ana María Girón y Canthal, V duquesa de Ahumada, grande de España, V marquesa de Ahumada y de las Amarillas, naturales de Madrid. Con prole.
6. José Escrivá de Romaní y Mora, marqués del Real Tesoro, nacido en Barcelona el 24 de junio de 1952 y casado en Madrid el 12 de enero de 1981 con María de Morales-Arce y Crespí de Valldaura, nacida en Madrid el 14 de julio de 1955, hija de José María de Morales-Arce y López de Ayala, maestrante de Zaragoza, y de Margarita Crespí de Valldaura y Liniers, naturales de Madrid. Con posteridad.
7. Mercedes Escrivá de Romaní y Mora, nacida en Barcelona el 12 de octubre de 1953,
8. Ana Escrivá de Romaní y Mora, nacida en Madrid el 21 de octubre de 1954, que profesó carmelita descalza en el convento del Cerro de los Ángeles.
9. Inés Escrivá de Romaní y Mora, nacida el 17 de junio de 1956 en Madrid, donde casó el 12 de junio de 1984 con Fernando de Soto y Falcó, Ingeniero Agrónomo, nacido en Madrid el 11 de noviembre de 1956, hijo de Fernando de Soto y Colón de Carvajal, marqués de Arienzo, grande de España, conde de Puertohermoso, natural de Pizarra (hermano de María, la mujer de Luis Beltrán Escrivá de Romaní y Patiño, conde Glimes), y de Mercedes Falcó y de Anchorena, duquesa del Arco, grande de España, nacida en Madrid. Con hijas.
10. Y Joaquín Escrivá de Romaní y Mora, nacido el 25 de noviembre de 1959 en Madrid, donde casó el 22 de mayo de 1987 con Beatriz Álvarez de las Asturias-Bohorques y Mac Crohon, nacida en Madrid el 5 de mayo de 1964, hija de Agustín Álvarez de las Asturias-Bohorques y Silva, conde de Canillas de los Torneros de Enríquez, natural de Zarauz (Guipúzcoa) y de Pilar Mac Crohon y Pellón, nacida en Madrid. Con descendencia.

Le sucedió, por cesión inter vivos, en 1981, su segundo hijo:
- Luis-Beltrán Escrivá de Romaní y Mora n. en (San Sebastián, el 23 de agosto de 1946), XI marqués de Peñalba.

1. Casó, en Madrid el 15 de junio de 1973, con Ana Arsuaga de Gandarillas, nacida en Madrid el 4 de abril de 1949, hija de Pedro Arsuaga y Dabán, natural de Madrid, y de Dolores de Gandarillas y Calderón. Con descendencia.

Actual titular.